# カル・ソウォン

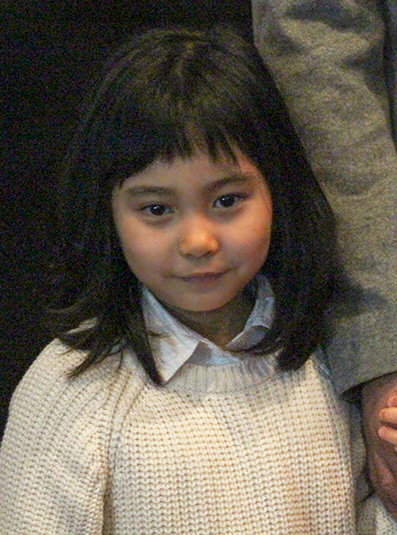
2013年

カル・ソウォン（葛 瀟轅、朝鮮語: 갈소원、2006年8月14日 - ）は、大韓民国の俳優。

## 経歴
2012年、SBSのドラマ『お願い、キャプテン』で登場した。2013年、映画『7番房の奇跡』でイ・イェスン役を演じ、同年の大鐘賞映画祭主演女優賞と新人女優賞にノミネートされた。 そのほか、これまでに様々なドラマや映画、テレビ番組や広告に出演している。